# Glitter (film)
A Glitter egy 2001-ben bemutatott amerikai romantikus musical-drámafilm, melynek főszereplője Mariah Carey énekesnő. Rendezője Vondie Curtis Hall. A film egy fiatal énekesnő sztárrá válását mutatja be az 1980-as években; azonos című filmzenealbuma, a Glitter Mariah Carey nyolcadik stúdióalbuma.

## Háttere
Mariah Carey már az 1990-es évek végén elkezdett az ekkor még All That Glitters („Minden, ami fénylik”) munkacímű filmen és a hozzá kapcsolódó filmzenealbumon dolgozni, de kiadója, a Columbia Records rávette, hogy inkább egy válogatásalbumot jelentessen meg 1998 karácsonyára. Emiatt az énekesnő félretette a filmprojektet és novemberben megjelentette #1’s című válogatásalbumát. Ezután ismét elkezdett dolgozni a filmen, de mikor újra halasztania kellett a filmet, pár dalt, amit a filmzenéhez írt, megjelentetett 1999-ben, Rainbow című stúdióalbumán. Ezután átszerződött a Virgin Recordshoz, és újra foglalkozni kezdett a film ötletével.
A Glittert gyakran nevezték Carey önéletrajzi filmjének, de a történet nem egészében alapul az énekesnő életének eseményein. „Az 1980-as években játszódik, egy Billie nevű énekesnőt alakítok, aki színes bőrű, fehér apától és fekete anyától. Billie nevelőotthonban nő fel, mert az anyja elhagyta. Később találkozik egy DJ-vel és egyetlen éjszaka leforgása alatt sztár lesz. A lényeg, hogy egész idő alatt azt várja, hogy az anyja visszatér. Mint látják, ez nem hasonlít az életemre, mert az én kapcsolatom anyámmal nem is lehetne szorosabb. Amikor nincs velem, minden öt percben felhív.”

## Történet
Lillian Frank (Valarie Pettiford) énekesnő egy nightclubban. A film elején lányával, Billie-vel adja elő Lillie’s Blues című dalát, de nem nagy sikerrel, és kirúgják. Mivel szüksége van pénzre, elmegy volt szeretője, Billie apja házához, aki ad nekik pénzt. Lillian nem sokkal később véletlenül felgyújtja a házát, mert cigarettával alszik el. Emiatt Billie-t nevelőotthonba viszik, ahol megismerkedik két legjobb barátnőjével, Louise-zal (Da Brat) és Roxanne-nel (Tia Texada). Lillian nem szerzi vissza lánya felügyeleti jogát.
Évekkel később a felnőtt Billie (Mariah Carey) táncosnő egy éjszakai klubban Louise-zal és Roxanne-nel. Itt ismerkednek meg Timothy Walkerrel (Terrence Howard), aki munkát ajánl nekik egy Sylk nevű énekesnő (Padma Lakshmi) háttérénekeseiként és táncosaiként. Billie először nem vállalja, de barátnői rábeszélik. Sylk felénekli az All My Life című dalt, de a hangja nem megfelelő, ezért Timothy megkéri Billie-t, hogy ő énekeljen, és Sylk csak tátogjon. Később fellépnek a dallal egy nightclubban, ahol Julian „Dice” Black (Max Beesley) a DJ. Dice tudja, hogy Sylk nem különösebben jó énekes, és meglepődik, de gratulál neki. Mikor Sylk megsérti a háttérénekeseit, Billie leleplezi és előad egy sort az All My Life-ból a cappellaként. Dice-t lenyűgözi a lány, és szeretne a producere lenni, de Billie-t szerződés köti Timothyhoz, ezért a DJ megfenyegeti Timothyt, hogy nem játssza tovább az általa menedzselt előadókat, ha nem engedi el Billie-t és barátait. Timothy végül 100 000 dollárért cserébe beleegyezik.
Billie és Dice elkezdenek dalokon dolgozni; első közös daluk, a Didn’t Mean to Turn You On sikert arat, és sikerül leszerződniük egy nagyobb kiadóhoz, amit Guy Richardson vezet. Dice vacsorázni hívja Billie-t, majd együtt töltik az éjszakát. Billie első, nagyobb kiadónál megjelent dala, a Loverboy nagy sikert arat. Videóklipjében eredetileg Billie, Louise és Roxanne szerepelnek, a rendezőnek azonban nem tetszik a klip, ráparancsol Billie-re, hogy szexisebb ruhákat hordjon, és félmeztelen férfi táncosokra cseréli Louise-t és Roxanne-t. Billie-t megijeszti, hogy a férfiak túl közel táncolnak hozzá, ezért Dice elviszi a forgatásról.
Billie ír egy dalt az anyjáról, a Reflectionst, de Dice-nak nem engedik, hogy ő legyen a producer. A lányt ezután meghívják, hogy lépjen fel az USA Music Awards díjkiosztón, ahol találkozik egy Rafael nevű énekes-dalszerzővel (Eric Benét). Rafael egy partin azt javasolja Billie-nek, hogy írjanak közösen egy dalt, de Dice féltékeny, és ráparancsol a lányra és barátnőire, hogy távozzanak a partiról. Roxanne azt mondja Billie-nek, hogy választania kell köztük és Dice között. Billie és Dice kibékülnek, de Timothy megfenyegeti őket, mert Dice még nem fizette ki neki a tartozását. Dice úgy megveri Timothyt, hogy kórházba kerül, és Billie-nek le kell mondania egy fellépését, hogy kihozhassa barátját a fogdából. Emiatt összevesznek, és Billie visszaköltözik a barátnőihez.
Billie és Rafael felvesznek egy dalt, a Want You-t, ami sikert arat, de Dice nagyon hiányzik neki. Elmegy a férfi lakására, hogy kibéküljenek. Dice nincs otthon, de Billie megtalálja a kottáját a dalnak, amit a férfi írt, és rájön, hogy a dal nagyban egyezik azzal a dallal, amit ő írt (Never Too Far). Megcsókolja a kottát, és hagy rajta egy rúzsnyomot, amit Dice később megtalál és ki akar békülni Billie-vel, de Timothy lelövi az utcán.
Billie első nagy koncertjére készül, mikor hallja a tévében, hogy Dice-t meggyilkolták. Kimegy a színpadra, ahol a zenekar a Loverboyt játssza, és utasítja őket, hogy a Never Too Fart játsszák; azt mondja a közönségnek, hogy ha szeretnek valakit, sose hagyják el, majd elénekli a dalt. A koncert után a kezébe kerül egy üzenet, amit Dice hagyott neki: megírta neki, hogy szereti, hogy látni akarja a koncertet, és hogy megtalálta Billie anyját. A lány elutazik a vidéki házhoz, ahol az anyja él, és találkoznak.

## Fogadtatása
A Glitter nagyrészt negatív kritikákat kapott a kritikusoktól, és a ráfordított költségek sem térültek meg. Az Egyesült Államokban 1196 moziban jelent meg, és az első hétvégén a 11. legsikeresebb film lett, összesen 2 414 596 dollár bevételt hozott. Eredeti megjelenéséhez képest a bemutatót három héttel későbbre tolták, mert az énekesnőt idegileg felőrölte a kimerültség és magánéleti problémái. A film végül világszerte csak 5 millió dollárnyi bevételt hozott. A 22. Arany Málna-gálán a filmet hat kategóriában jelölték, legrosszabb film, legrosszabb színésznő, legrosszabb mellékszereplő (Max Beesley), legrosszabb rendező, legrosszabb forgatókönyv, legrosszabb pár (Mariah Carey mellei…) kategóriában, ebből Carey a legrosszabb színésznőnek járót megkapta.
Carey 2002-ben így nyilatkozott a filmről: „Tartalmas ötletből indult, végül azonban tízéveseknek való film lett”. A The Village Voice szerint „Carey legtöbbször mintha összeszorítva tartaná az ajkait, mint egy fogszabályzós gyerek, és amikor valami érzelmet – bármilyen érzelmet – próbál kifejezni, úgy néz ki, mint aki elhagyta a kocsikulcsát.” Roger Ebert azonban viszonylag kedvezően beszélt Carey színészi képességeiről: „Színészi skálája a kötelességszerű flörtöléstől az őszinteségig terjed…” Egy 2010-ben adott interjúban Carey megjegyezte, hogy a film sikertelensége annak köszönhető, hogy a filmzenealbum a New York-i terrortámadás napján jelent meg. A film promóciójára rossz hatással volt, hogy a média nagyrészt a terrortámadással foglalkozott.
Jeff Shannon az Amazon.com-on pozitívan értékelte a filmet. „Az anyagi bukás és a főszereplő nagy nyilvánosságot kapott összeomlása ellenére a Glitter meglepően hatásos sztárfilm Mariah Carey popénekesnőtől, aki sok rajongójának okoz örömet első mozifilmjével. A tipikus „szegényből gazdaggá” történet a felboruló dominók kiszámíthatóságával bontakozik ki, de van valami egyszerű, magával ragadó bája annak, ahogy Carey Billie Franket alakítja, akit felfedez Dice, a menő DJ, és ezáltal hatalmas sztárrá válik 1983-ban, a diszkókorszak utáni New Yorkban. Van olyan történetszál, ami működik (Billie kutatása rég elveszett anyja után), és van, ami nem (Dice tartozása veszélyes riválisa felé), de Carey sebezhetőség és jókislányos erő keverékével alakítja a nagyjából róla mintázott Billie-t. A nagyszerű mellékszereplő-gárdával és ragyogó filmzenével rendelkező film nem érdemelte meg azt a hírnevet, ami kialakult körülötte; és az eltökélt, de törékeny főszereplőhöz hasonlóan Carey is sértetlenül került ki az ügyből, bár majdnem minden ellene szólt.”
A filmet forgalmazója, a 20th Century Fox nem jelentette meg DVD-n az USA-ban, ehelyett átadta ezt a jogot a nemzetközi forgalmazónak, a Columbia Picturesnek.

## Szereplők
| Karakter       | Színész           | Szinkronhang    |
| -------------- | ----------------- | --------------- |
| Billie Frank   | Mariah Carey      | Oroszlán Szonja |
| Julian Dice    | Max Beesley       | Stohl András    |
| Louise         | Da Brat           | Kiss Eszter     |
| Roxanne        | Tia Texada        | Horváth Lili    |
| Lillian Frank  | Valarie Pettiford | Kocsis Mariann  |
| Kelly          | Ann Magnuson      | Vennes Emmy     |
| Timothy Walker | Terrence Howard   | Czvetkó Sándor  |
| Guy Richardson | Dorian Harewood   | Tarján Péter    |
| Jack Bridges   | Grant Nickalls    | Rába Roland     |
| Rafael         | Eric Benét        | Galambos Péter  |

## Filmzene
A filmzenealbum, a Glitter a slágerlistás helyezéseket tekintve Mariah Carey legsikertelenebb albuma lett, részben a film sikertelenségének, részben a 2001. szeptember 11-ei terrortámadások napjára eső megjelenésének, részben Carey exférjének, a Columbia Records vezetőjének köszönhetően, aki megpróbálta szabotálni az énekesnő karrierjét. Az első kislemez, a Loverboy a 2. helyet érte el a Billboard Hot 100 slágerlistán, de csak miután a Virgin Records levitte az árát az igen kevésnek számító 49 centre. A következő kislemez, a Never Too Far csak a 81. helyet érte el, az ezt követő két dal pedig egyáltalán nem jutott fel a Hot 100-ra. Az album nehezen érte el az aranylemez státuszt, de azóta platinalemez lett. A Virgin Records felbontotta az énekesnővel kötött, 100 millió dolláros szerződését, és Mariah karrierje mélypontjára ért, csak 2005-ben megjelent The Emancipation of Mimi című albumával lett újra sikeres.